# Три горы
Три горы — историческая местность в Москве на левом берегу Москвы-реки в районе реки Пресни. Местность впервые упоминается в документах после 1410 года, с XV века было владением удельного князя Серпуховского Владимира Андреевича Храброго, затем до середины XVIII века принадлежала Новинскому монастырю. После сооружения в 1742 году Камер-Коллежского вала Три горы оказались в черте Москвы, а с начала XIX века вошли в состав исторического района Пресня (впоследствии вошедшей в состав современного Пресненского района). До устройства повсеместного водопровода в Москве жители города посещали протекавший в районе Трёх гор ручей Студенец, чтобы пополнить запасы чистой ключевой воды, а по инициативе начальника Экспедиции кремлёвского строения в 1801—1814 годах Петра Валуева здесь также проходили народные гулянья. Название местности сохранилось в названиях Трёхгорного вала, Большого, Среднего и Малого Трёхгорных переулков, Трёхгорной мануфактуры. 
Три горы входят в число семи холмов Москвы, на которых по легенде был возведён город. Название, предположительно, не соответствует реальному числу «гор», а лишь свидетельствует о холмистом характере местности. Например, на первом печатном плане Москвы 1710 года на месте урочища в перспективе изображены 7 холмов.